# 佐藤一実
佐藤 一実（さとう ひとみ、1994年10月31日 - ）は、石川県小松市出身のハンドボール選手。日本ハンドボールリーグのプレステージ・インターナショナル アランマーレ所属。

## 経歴
東海大学時代は2015年の春季菅記念ミニミニカップで特別賞を受賞。同秋季大会では敢闘賞を受賞した。
2016年は関東学生ハンドボール・春季リーグで敢闘賞を受賞。
2017年に日本ハンドボールリーグのプレステージ・インターナショナル アランマーレへ加入。背番号は「17」。

## 詳細情報

### 年度別成績
| 年       | チーム       | 試合 | フィールド 得点 | 率   | 7m  | 合計   | 警告 | 退場 | 失格 |
| -------- | ------------ | ---- | --------------- | ---- | --- | ------ | ---- | ---- | ---- |
| 2017-18  | アランマーレ | 24   | 27/51           | .529 | 0/0 | 27/51  | 3    | 4    | 0    |
| 2018-19  | アランマーレ | 24   | 47/91           | .516 | 4/4 | 51/95  | 7    | 10   | 0    |
| JHL：2年 | JHL：2年     | 48   | 74/142          | .521 | 4/4 | 78/146 | 10   | 14   | 0    |

- 各年度の太字はリーグ最高

### 記録

#### 日本ハンドボールリーグ
- フィールドゴール初得点：2017年9月3日、対三重バイオレットアイリス戦（スポーツの杜鈴鹿体育館）[6]
- 7mスロー初得点：2019年2月17日、対三重バイオレットアイリス戦（富山市総合体育館）[7]

### 背番号
- 17 (2017年 - )